# 吉村美栄子
吉村 美栄子（よしむら みえこ、1951年5月18日 - ）は、日本の政治家。山形県知事（公選第17・18・19・20・21代）。無所属。

## 来歴
山形県西村山郡大江町沢口に生まれる。旧姓は鈴木。山形県立山形西高等学校を経て、お茶の水女子大学に進学。大学では教育心理学を専攻。卒業後の1974年4月、リクルート入社。
1976年結婚、翌1977年退社。夫の母親が病気となり夫は司法試験を受けるために東京に残り、吉村は1978年長女を連れて山形に帰郷。義父母と同居しながら子育てに専念。46歳の時に夫が病死。以後社会復帰し、山形市総合学習センターで非常勤教育相談員として勤務。1998年県の教育委員に就任。その後、総合政策審議会、入札監視委員会など多くの委員を担った。
2000年行政書士を開業。2008年スペシャルオリンピックス日本冬季ナショナルゲーム・山形でボランティアスタッフとして活動。
2025年4月19日に当時の秋田県知事である佐竹敬久が退任したことにより、翌4月20日以降は現職の都道府県知事で最年長となっている。

### 2009年山形県知事選挙
2009年1月25日に投開票が行われた山形県知事選挙に立候補。ちなみに、この選挙は同年に初めて行われた選挙で（同日に岐阜県知事選挙なども行われた）、また麻生内閣成立後初となる与野党対決の大型選挙となった。
当時、現職であった齋藤弘は2期目の当選へ向け、前回同様自民党や公明党といった与党側からの事実上の支持を得て、無所属での出馬を表明した。これに対して吉村は、齋藤県政に不満を抱いていた自由民主党の岸宏一参議院議員(当時）、民主党・社会民主党・日本共産党などの野党、連合山形や自治労山形県本部などの支援を受け無所属での出馬を表明した。
リーマン・ショック後の雇用危機を受けて『雇用創出1万人プラン』、農林水産業を再生するための『農業産出額3,000億円』、義務教育の『少人数学級完全実施』などを掲げ、対話を重視する「あたたかい県政」を主張し、事前の予想を覆す形で現職を破り、初当選を果たした。2月14日、第50代山形県知事に就任。全国では歴代6人目、東北地方では初めての女性知事となった。国土交通省中央建設業審議会委員等も務めた。
※当日有権者数：966,786人 最終投票率：65.51%（前回比：+6.19pts）
| 候補者名   | 年齢 | 所属党派 | 新旧別 | 得票数    | 得票率 | 推薦・支持                             |
| ---------- | ---- | -------- | ------ | --------- | ------ | -------------------------------------- |
| 吉村美栄子 | 57   | 無所属   | 新     | 320,324票 | 50.85% | （支援）民主党・社会民主党・日本共産党 |
| 齋藤弘     | 51   | 無所属   | 現     | 309,612票 | 49.15% |                                        |

### 2013年山形県知事選挙
2013年1月10日、山形県知事に無投票で再選。県内で知事選が無投票となったのは1959（昭和34）年、安孫子藤吉が再選されて以来54年ぶり。吉村は政党に推薦願を出していないが、ともに吉村県政誕生の原動力となった民主党が支援、社民党が一歩踏み込んだ支持、共産党も前回に続く支援の方針を決定した。一方、前回知事選ではほとんどの議員が前職の齋藤を推した自民党は自主投票としたが、県議会自民党会派32人のうち22人が、公明党、無所属の県議と共に「吉村美栄子知事を支援する県議有志の会」を結成し、支援を表明した。

### 2017年山形県知事選挙
2017年1月5日告示の知事選には、吉村以外の立候補の届けがなく無投票で3選が決まった。出馬にあたって吉村は前回と同様「県民党」を掲げ、民進党、社民党、共産党が支援を表明したほか、山形県町村会や連合山形などの約1,000の企業や団体などの推薦を受けた。

### 2021年山形県知事選挙
2021年1月24日に投開票が行われ、立憲民主党、共産党、国民民主党のそれぞれの県組織や連合山形が自主支援し、自由民主党・公明党山形県本部が推薦する大内理加を大差で破り、4選。
※当日有権者数：908,430人 最終投票率：62.94%（前回比：pts）
| 候補者名   | 年齢 | 所属党派 | 新旧別 | 得票数    | 得票率 | 推薦・支持                                                                           |
| ---------- | ---- | -------- | ------ | --------- | ------ | ------------------------------------------------------------------------------------ |
| 吉村美栄子 | 69   | 無所属   | 現     | 400,374票 | 70.31% | （自主支援）立憲民主党山形県連、日本共産党山形県委員会、国民民主党山形県連、連合山形 |
| 大内理加   | 57   | 無所属   | 新     | 169,081票 | 29.69% | 自由民主党・公明党山形県本部推薦                                                     |

### 2025年山形県知事選挙
2025年1月26日に投開票が行われ、自民党山形連、立憲民主党、国民民主党、共産党が支援。自営業を行う金山屯を打ち破り当選。
※当日有権者数：908,430人 最終投票率：39.67%（前回比：-23.27pts）
| 候補者名   | 年齢 | 所属党派 | 新旧別 | 得票数    | 得票率 | 推薦・支持                                             |
| ---------- | ---- | -------- | ------ | --------- | ------ | ------------------------------------------------------ |
| 吉村美栄子 | 73   | 無所属   | 現     | 318,364票 | 94.7%  | （支援）自民党、国民民主党、立憲民主党山形県連、共産党 |
| 金山屯     | 84   | 無所属   | 新     | 17,794票  | 5.3%   |                                                        |

## 取組みと主な成果・公約
- 初当選の翌年、2010年3月に、「第3次山形県総合発展計画」を策定。
- この「総合発展計画」は概ね10ヵ年の今後の県づくりの基本方向と基本目標を定めた「長期構想」と、その目標を実現するために向こう4ヵ年の間に重点的に取り組む事業の方向性やその推進工程を定めた「短期アクションプラン」から成り、特に「短期アクションプラン」には吉村の選挙公約に謳われた政策の方向性が反映されている。

### 1期目の「短期アクションプラン」における重点項目
1. 医療・福祉・子育て支援などの充実
周産期医療、医師・看護師の確保対策、自殺対策、介護職員の育成支援、ドクターヘリの運航、認可外保育施設への助成、学童保育利用料の助成、障がい者の雇用確保などに取り組む。
2. 地域産業の振興・活性化
山形大学の有機EL研究開発や慶応大学先端生命科学研究所のバイオ研究など地域発の高度な技術開発を支援し、それが地元企業に還元されて、産業振興・雇用創出に結びつくことを目指す。
3. 農林水産業の再生
農林水産業の現場の知恵を活かした意欲的なプロジェクトの実現を支援するため「オーダーメード型の支援」を展開する。
4. 教育・人づくりの充実
「教育山形さんさんプラン」を推進し、小学1年から中学3年までの少人数学級の完全実施を目指す。私立学校への支援を手厚くする。
5. 県土環境の保全・創造・活用

### 2期目の「短期アクションプラン」における重点項目
2つの視点と4本の成長戦略
-  視点1「産業の振興」

山形県の経済を牽引する力の源泉である中小企業の振興や6次産業化を含めた農業、林業、漁業の振興が、安定雇用の創出、人口減少の抑制、県民生活の安心実現、将来の税収拡大による安定的で持続可能な行財政運営にも大きく貢献する成果を生み出す。
-  視点2「地域の再生」

総合的な少子化対策や次代の担い手となる若者への総合的な支援が、活力低下が懸念される地域社会を根本から支え、東日本大震災で重要性が改めて強く認識された「防災・減災」対策や広域交通ネットワークの形成により県民の生活の安心を取り戻すとともに、地域資源を活用した再生可能エネルギーの導入促進により地域社会を豊かにする。
-  成長戦略1 中小企業の振興、世界最先端の技術による産業形成、企業誘致の推進、「観光立県山形」の実現
-  成長戦略2 「食産業王国やまがた」の実現
-  成長戦略3 エネルギーで地域経済活性化・産業振興
-  成長戦略4 福祉・医療・教育を充実

### 2期8年間の主な実績
県勢の発展を担い、未来を築く子育て支援・人づくりの充実
- 3年連続待機児童ゼロを実現
- 「山形県ひとり親家庭応援センター」を開所
- 「マザーズジョブサポート山形」を設置
- 「やまがた出会いサポートセンター」を設立
- 全国に先駆け小中学校の少人数学級編制を完全実施

- 小中学校の特別支援学級に少人数学級編制を完全導入

国標準の8人に対して県独自に6人の少人数学級編制を導入し、きめ細かな支援が行えるよう教育環境の充実を図った。
- 自宅から通えるよう特別支援学校等に5つの分校を開校

村山及び楯岡の特別支援学校の増築を行うとともに県内4地区8地域での整備を進め、生徒児童の増加が激しかった東南村山地域並びにそれまで空白域だった西村山及び西置賜にそれぞれ分校を設置し、遠距離通学の負担軽減を図った。
- 私立高等学校の運営費補助（全国3位）など支援を充実
- 県審議会等における女性委員の割合50%以上を達成
- 出羽三山の日本遺産認定 など

いのちと暮らしを守る安全・安心な社会の構築
- 山形県立米沢栄養大学を開学
- 「やまがた受動喫煙防止宣言」を制定
- ドクターヘリを導入
- 総合周産期母子医療センターを開設
- こころの医療センターを開院
- 全国初の「心のバリアフリー推進員」養成
- こども医療療育センターに新医療棟を開設
- 自主防災組織率85%以上を達成
- 「やまがた性暴力被害者サポートセンター」を開設
- 「やまがた避難者支援協働ネットワーク」を設立 など

強みと特色を活かした産業振興・雇用創出
- 先導的な研究開発を活かした産業振興と県内各地へ企業を誘致
- 有機ＥＬ照明器具の製造に係る県内企業が50社超え
- 慶應義塾大学先端生命研発のベンチャー企業が5社創設
- 「県産品愛用運動」を推進、工業製品にも拡大
- ふるさと納税寄付金額は、山形県は全国3位、県・市町村合わせて第2位
- 中国黒龍江省ハルビンに日本の自治体初の事務所開設
- 山形県の観光客数が過去最高の4,500万人を突破
- 外国人観光客（インバウンド）は震災前の水準を上回る
- 「山形デスティネーションキャンペーン」を展開
- 「2015日台観光サミットｉｎ山形」を開催
- 「日本一さくらんぼ祭り」、「やまがた雪フェスティバル」を創設・開催
- 台湾の高雄市、宜蘭県との交流促進に関する覚書を締結
- 「トータル・ジョブサポート」を設置
- 「やまがた技能五輪・アビリンピック2016」を開催 など

高い競争力を持ち、豊かな地域をつくる農林水産業の展開
- 農林水産業を起点とする産出額3000億円を達成
- 「つや姫」の日本を代表するブランド米との評価確立
- 「第38回全国育樹祭」を開催
- 新規就農者が7年連続で200人を超え
- 森のエネルギーや森の恵みを活かした「やまがた森林（モリ）ノミクス」を推進し、政策提言などを通して全国に発信
- 新庄市に大型集成材工場を誘致し稼働開始
- 東北初となる農林大学校林業経営学科を開設
- 「第36回全国豊かな海づくり大会」を開催
- 県産農産物輸出量過去最高を更新 など

エネルギーを安定供給し、持続的な発展を可能にする環境資産の保全・創造・活用
- 100万kwの新たなエネルギー資源の開発を目指す「山形県エネルギー戦略」を政府に先駆け策定
- 都道府県主導では全国初となる「株式会社やまがた新電力」を設立
- 鶴岡市にバイオマス発電所が稼働開始
- 「里の名水・やまがた百選」、「やまがた百名山」を選定 など

地域活力を生み出し災害に強い県土基盤の形成
- 東北中央自動車道尾花沢新庄道路の全線開通
- 日本海沿岸東北自動車道の新潟県境部分着工
- 国道347号の周年通行を実現
- 肘折希望(のぞみ)大橋の開通
- 最上小国川流水型ダムの着工
- 新荒砥橋の着工
- 山形～羽田便2便化、山形～名古屋便2便化を実現
- 国際チャーター便数が過去最高を更新
- 酒田港国際定期コンテナ航路の週7便化 など

### 3期目の公約と今後の展開方向

#### 公約に掲げた5つの政策目標
山形県が直面する大きな政策課題として、「人口減少の克服」と「成長力の確保」を挙げ、その実現に向けて、5つのチャレンジに取り組み、「自然と文明が調和した新理想郷山形」を目指すとしている。
- 性別や年齢、障がいの有無を問わず誰もが能力を発揮できる「県民総活躍」、やまがたブランドを発信、オリパラ・メダリスト育成
- 全産業を通して新たな価値の創造を促す「産業イノベーション」、農林水産業、商工業、観光の底力をアップ
- これからの山形を担う「若者の希望実現」、子育て支援、若者ミーティング、正社員化、格差是正
- 安心していきいきと暮らせる「健康安心社会」、ガン対策、介護の充実、共生社会実現
- 広域交通ネットワークの整備と災害に強い県土づくりを目指す「県土強靭化」、格子状骨格道路、空港、港湾、フル規格新幹線

#### 今後の展開方向
自分が育った山形の自然が大好きだという吉村が力を入れているのは、「森のエネルギーと恵み」を活かし、産業振興やエネルギーの確保、雇用の創出にもつなげる多面的な施策体系で、自身が「本県の地方創生の要」と位置づける「やまがた森林ノミクス」である。これは平成28年度の全国知事会先進政策バンクの優秀政策に、全国の都道府県が登録した約3400件の政策の中から林業関係で唯一選ばれ、全国的にも注目を集めている。また吉村自身が全国に呼び掛け、全国で40を超える同県からの賛同を得て「日本の森を再生させる有志道県」として、国に対して積極的な政策提言を行っている。
また、人口減少や過疎化、高齢化が進む地域で市町村が直面している課題に、市町村とともに取り組むため、県の総合出先機関である総合支庁の力を結集して“市町村支援機能”に重点化するための組織機能の見直しを行った「総合支庁における地域課題に解決に向けたサポート機能の強化」も、同じく平成28年度の全国知事会先進政策バンクの優秀政策に選ばれ、今後の吉村県政の方向性を指し示すものとして市町村の期待を集めている。三期目に入り、これまで以上に市町村の首長との直接対話に積極的に取り組んでおり、「人口減少の克服」と「成長力の確保」に向けて、市町村と共に考え、取り組む姿勢を鮮明にしている。

#### 新型コロナウイルス感染症対策
- 2020年4月24日、新型コロナウイルス対策の財源に充てるため、自身と副知事、教育長、企業管理者、病院事業管理者、常勤の監査委員ら特別職6人の6月期末手当を全額カットすると発表した。削減額は計約1,186万円[23]。

## 東日本大震災への対応
平成23年3月11日に発生した東日本大震災では、山形県で最大で震度5強を観測。約53万戸が停電したが、ライフラインの復旧に全力をあげ、翌12日の夜にはほぼ復旧した。同時に、太平洋側の隣県において甚大な被害が生じたことから、震災直後から吉村の陣頭指揮のもと被災地に対する人的・物的支援と避難者の受入れに全力で取り組んだ。

### 人的・物的支援
隣県の被害状況が明らかになると、直ちに総力体制で県・市町村のマンパワーによる支援に取り組み、合わせて延べ3,000名を超える職員が隣県被災地での救援や被災地の復旧等に従事した。
また大震災直後から、全国各地から被災地に向けて大量の救援物資が寄せられたものの、混乱する現地では物資をスムーズに届けることができないという事態が生じたため、天童市内の県総合運動公園を被災地向けの救援物資の集積配分拠点、いわゆるストックヤードとすることを決め、全国及び海外に呼びかけて、一旦、山形県で食料品、衣類、毛布などの物資を受け入れ、隣県被災地や県内に設けられた避難所へピストン輸送を行った。

### 代替機能の構築
山形空港は、災害救助等の拠点として、大震災発生の翌3月12日から4月7日までの間、運用時間を24時間とした。この間、防災ヘリ等による救助活動や自衛隊・米軍の災害救助に加え、旅客機の臨時便を多数受け入れた。
また酒田港においても、被災した太平洋側港湾の代替機能を担い、コンテナ貨物が前年比で約2倍の取扱量となるなど利用が急増し、急きょ仮設テント2棟を設置して対応した。

### 震災廃棄物の受入れ
被災地の災害復旧・復興の足かせになっていた災害廃棄物、いわゆるがれき処理の問題を支援するため、県内の施設で受け入れることを全国に先駆けて表明した。受入れにあたっては、国の基準より2倍厳しい独自の基準を柱とする「災害廃棄物の受入れに関する基本的な考え方」を策定し、市町村や事業者、住民の理解のもと、安全が確認されたものだけを受け入れるものとした。

### 全国最多の避難者受入れ
原発事故に伴い、3月13日頃から福島県から山形県への避難が始まり、3月15日には1日で1,000人を超える方が避難した。このため、県の施設を開放して避難所を開設した。さらに市町村の体育館や文化センターなどの公共施設も避難所として開放し受入れを行った。また、吉村の指示により、妊産婦や乳児のいる家族のために、JA山形中央会に要請してJAの宿泊研修施設「協同の杜」を、専用の避難所として開設させた。その後、4月20日から、県が借り上げた民間アパートへの受入れを開始し、ピーク時には全国最多の13,000名を超える方が山形県内に避難していた。

### 放射線対策、風評被害対策
東北の復興のために全国に先駆けて実施した牛肉の放射性物質の全頭検査の継続実施、米を含む農畜産物の主要品目を中心とした検査の実施、水道水の取水地点調査の新たな実施、学校給食の事後検査・事前検査の実施など、放射線対策を強化し、これらは現在も継続している。

### 山形県エネルギー戦略の展開
大震災の教訓を踏まえ、再生可能エネルギーを中心としたエネルギー供給基盤を整備し、これまでの集中的な電源供給の仕組みから、地域の中に分散配置し生活や産業活動に必要なエネルギーを生み出すことで、「産業の振興・地域活性化」と「安心して暮らせる持続可能な社会」を創り上げ、次世代につないでいくために、国の動きに先駆けて『山形県エネルギー戦略』を策定。平成24度を「再生エネルギー元年」と位置づけ、「環境エネルギー部」を新設して新たなエネルギー戦略に取り組み、「やまがた森林ノミクス」などにつながった。

### 災害に強い国土・県土づくりの推進
太平洋側と日本海側のバランスの取れたインフラ整備を促進し、防災や観光などの面において相互補完機能を高めるため、山形県と隣接する新潟、秋田、青森等関係各県と連携した国への提言などを通して、日沿道の新潟・秋田両県境部の都市計画決定手続きの開始、「あつみ温泉IC」-「鶴岡JCT」間の開通、泉田道路の新規着手決定や酒田港の日本海側拠点港の選定など、日本海側のインフラ整備の促進に取り組んでいる。

## 家族・親族
- 夫の和彦は、弁護士であったが既に死去。子供は2人。
- 夫の父敏夫は、山形県出納長など歴任。
- 夫の叔父は元山形市長の吉村和夫、夫の従弟吉村和文（前述の和夫の長男）は、東北ケーブルテレビネットワーク、ムービーオン、ダイバーシティメディア代表取締役社長。吉村和武（前述の和夫の次男）は山形県議会議員。